# Port lotniczy Agostinho Neto
Port lotniczy Agostinho Neto – port lotniczy zlokalizowany w mieście Ponta do Sol, na wyspie Santo Antão (Republika Zielonego Przylądka).